# Torbjörn Säfve
Lars Torbjörn Säfve, även känd som Ali Touba, född 6 juli 1941 i Jukkasjärvi församling, Norrbottens län, är en svensk författare och debattör.
Säfve bor i Haddebo i Närke.

## Biografi
Torbjörn Säfve föddes i Kiruna, men familjen flyttade till Luleå och stadsdelen Malmudden när han var två år gammal. Efter studenten vid Luleå högre allmänna läroverk 1962 flyttade han söderut, och bosatte sig först i Uppsala, sedan i Stockholm. Säfve studerade litteraturvetenskap och filosofi vid Uppsala universitet åren 1963–1966 och 1968–1971. Under sin tid som aktiv vid Norrlands nation i Uppsala, där han sedan 2001 är hedersledamot, var han ordförande i Talföreningen. I ungdomen var Säfve även aktiv maoist och betecknade sig själv också som "anarko-stalinist".
Han var regielev på Stockholms Filmskola 1966–1968 och gjorde filmen Masturbationsdrama och kortfilmen Montebello 1967, i vilken bland annat skådespelerskan Ulla-Britt Norrman filmdebuterade. Därefter återvände Säfve till Norrbotten och bodde ett antal år i Luleå innan han återigen flyttade söderut. Säfve är mycket intresserad av boxning, och boxning är också temat i flera av hans böcker. Siki (1977), Gorilla (1986) och Druidparken (1996) är tre romaner på temat. 1973 tävlade han i Nya 10 000-kronorsfrågan i ämnet proffsboxning.
Han har konverterat till islam och bekänner sig till sufismen samt står staty i stadsdelen Örnäset i Luleå. Säfve medverkar regelbundet i den muslimska kulturtidskriften Minaret. Hans muslimska namn är Ali Touba. 

## Filmografi
- 1984 – Karneval

## Priser och utmärkelser
- 1995 – Östersunds-Postens litteraturpris
- 1997 – Rubus arcticus
- 2000 – Litteraturklubbens Stora Litteraturpris för Jag brinner
- 2001 – Hedersledamot vid Norrlands nation i Uppsala